# 神戸商科大学
神戸商科大学（こうべしょうかだいがく、英語: Kobe University of Commerce）は、兵庫県神戸市西区学園西町8丁目2-1に本部を置いていた日本の公立大学である。1948年に設置され、2010年に廃止された。大学の略称は商大（しょうだい）。
設置者が同じ兵庫県であった他の2大学と統合され、新設の兵庫県立大学に継承された。

## 概観

### 大学全体
1929年に兵庫県神戸市で神戸商業大学の大学院化に匹敵する危機感から、伝統を引き継ぐべく、官民一旦となって旧制兵庫県立神戸高等商業学校として創立、1944年の県立神戸経済専門学校への名称変更を経て、1948年に神戸商科大学として設立された。
2004年に姫路工業大学、兵庫県立看護大学と統合する形で、兵庫県立大学が新たに発足したことに伴い、学生の新規募集は停止したうえで、在学生の卒業した2010年3月まで存続した。

## 沿革

### 年表
神戸商科大学は、第二次世界大戦後における全国最初の公立日本で第一番新制大学として1948年に発足した。
設立経緯は、既に設置されていた旧制官立神戸高等商業学校が学部のみの旧制神戸商業大学（現・神戸大学）に昇格することが決定し、兵庫県内に官公立の高等商業学校がなくなることになった。その結果、県下の中等学校（中学校・商業学校）卒業生の進学先として1929年に兵庫県によって新たに設置されたのが神戸商科大学の前身である旧制県立神戸高等商業学校である。旧略称が神戸商業大学（神戸大学）（1929年～1944年）と神戸商科大学（兵庫県立大学）（1948年～2004年） ともに同じ「神戸商大」であるが、時期的に両者が重なることはなく別大学である。前身の略称「神戸高商」、すなわち官立神戸高等商業学校（神戸大学）（1902年～1932年）と兵庫県立神戸高等商業学校（兵庫県立大学）（1929年～1944年）についても同様である。
第二次大戦後、新制神戸商科大学は商経学部の単科大学として、経済・経営学科の2学科で発足した。その後、管理科学科、国際商学科を増設し、4学科体制となる。キャンパスは神戸市垂水区の星陵台（高丸校舎）にあったが、1990年に同市西区の神戸研究学園都市に移転された。競争は入学式から最優秀成績のものが代表で挨拶をさせられるなど、徹底的に勉強させる伝統があった。現在では、問題であるが、学生課の事務員からも『優秀な成績で入学しているのに、今の状態はもったいない』と、はっぱをかけられるようなことがあった。小さな大学を生かして、教官との距離が異様に近く、公認会計士、税理士や簿記学会の設立者として、試験に関わっている教官が多いこともあって、教官室で『資格スクール（資格予備校）に行くのも大変だろうから、教官室等で試験勉強を教えてあげよう』と数名単位の自発的勉強会を開いてくれる教官も多かった。また、語学・その他の学科についても同じような教官が多かった。留学生会館の留学生からはこの教官と学生の近さをイギリスの名門大学に来たようだとの意見も聞かれた。ただ、難度の高い講義を行う教官ほど、その講義試験の成績に手心を加えてもらえないだろうかとの不純な考えの学生が一部参加していたことも事実である。
試験成績はすぐに本館1Fに絵巻物のように学生番号（入学年度・学科などがすぐわかる）表示成績順ではり出されるため、クラブ関係などの先輩は後輩に負けないように熾烈な勉強合戦が行われた。また、OB奨学金が充実しており、入学試験など成績順に返還不要の奨学金が貰える苦学生向きの大学であった。学費もOBの潤沢な寄付を礎として国公立中日本で一番安い、と言われた時期もあった。

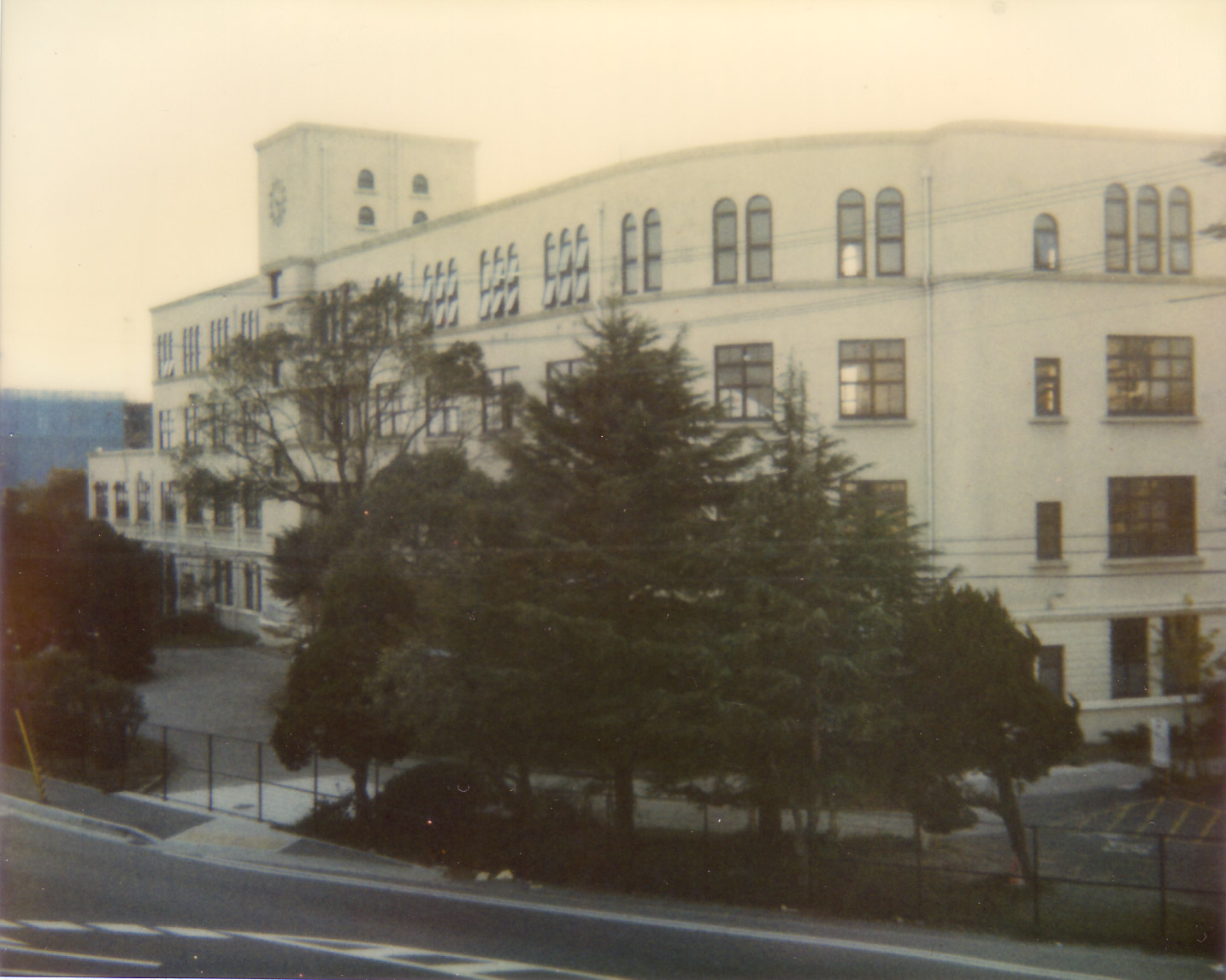
旧・高丸校舎本館（1991年撮影、現存しない）

- 1929年4月 - 兵庫県立神戸高等商業学校設置
- 1944年4月 - 兵庫県立神戸経済専門学校に改称
- 1945年1月 - 海軍経理学校が施設として関西で一番充実しているという理由で移転
- 1948年4月 - 神戸商科大学発足、商経学部経済学科・経営学科設置
- 1950年6月 - 経済研究所設置
- 1951年6月 - 兵庫県立神戸経済専門学校廃止
- 1959年4月 - 商経学専攻科設置
- 1963年4月 - 管理科学科増設（文系だけでなく理系も受験できる特色）
- 1965年4月 - 大学院経営学研究科（修士課程）設置
- 1966年3月 - 商経学専攻科廃止
- 1967年4月 - 大学院経済学研究科（修士課程）設置
- 1971年4月 - 大学院経営学研究科・経済学研究科に博士課程増設
- 1975年4月 - 大学院経営学研究科を博士前期課程・博士後期課程に改組
- 1980年4月 - 国際商学科増設
- 1990年 - 神戸研究学園都市へ移転
- 2004年 - 姫路工業大学、兵庫県立看護大学と統合し、兵庫県立大学が発足
- 2010年 - 在学生全員が卒業し、閉学。

## 基礎データ

### 所在地
- 兵庫県神戸市西区学園西町8丁目2-1
  - 兵庫県立大学開学後は、神戸商科大学の廃止まで兵庫県立大学神戸学園都市キャンパスと併用していた。神戸市西郊の大学などが集まる神戸研究学園都市[注釈 1]に位置し、近隣の大学と神戸研究学園都市大学交流センター（大学共同利用施設「UNITY」） を中心に交流があった。神戸市営地下鉄西神・山手線学園都市駅より徒歩約10分。

なお、1990年までのキャンパスは、神戸市垂水区の兵庫県立星陵高等学校（旧制兵庫県立第一神戸商業学校。1962年に隣接地に現在の兵庫県立神戸商業高等学校（神戸大学の前身神戸高等商業の創設者で初代校長水島銕也を輩出している）の設置に伴い普通科単独校となった経緯がある）に隣接する所にあり、この位置については学内では「高丸（たかまる）」と称される。1990年まで神戸商科大学・星稜高等学校・神戸商業高等学校の兵庫県立で商業系の歴史のある学校が高丸台地上に階段状に3校並んでいた。移転後、「商大前」バス停は「星陵高校前」に改称された。垂水駅前から星陵高校に伸びる道路の名称が「商大筋」なのは、商大が高丸にあった名残である。
ほかに、神戸市垂水区にセミナーハウスがあった。「海浜学舎」とも呼ばれていた。

## 教育および研究組織
下記組織は神戸商科大学のものであり、兵庫県立大学のものとは異なる。

### 組織

#### 学部
- 商経学部
  - 経済学科
  - 経営学科
  - 管理科学科
  - 国際商学科

そのほか、人文系教員の所属する部門として「一般教育科」があった（これらの教員は、2004年に兵庫県立大学に転籍する際に、経済学部あるいは経営学部のいずれかに所属するようになった）。

#### 大学院
以下、特記していない専攻は博士前期課程・博士後期課程である。
- 経済学研究科
  - 経済学専攻
- 経営学研究科
  - 経営学専攻

#### 附属機関
- 経済研究所

## 学生生活

### 商大祭
- 学園都市キャンパスで行われていた学園祭。大学統合後も伝統を引き継ぎ、神戸商科大学の略称を冠している。

## 大学関係者と組織

### 大学関係者組織
- 淡水会（旧制県立神戸高商、神戸経専と合同の同窓会）

### 大学関係者、著名人一覧

#### 都道府県知事・市区町村長
- 登幸人（神戸商科大学卒） - 兵庫県高砂市市長

### 都道府県議会議員・市区町村議会議員
- 杉山孝教（神戸商科大学卒業） - 西宮市議会議員

### 行政
- 好井正信（神戸商科大学卒） - 駐モルドバ特命全権大使、元パース総領事

#### 財界
- 北裏喜一郎 （県立神戸高等商業学校卒）- 野村證券元社長・会長
- 大谷一二 （県立神戸高等商業学校卒）- 東洋紡績名誉顧問
- 中内㓛（県立神戸高等商業学校卒） - ダイエー創業者、流通科学大学創設者
- 中内力 (実業家)（神戸商科大学卒）-　神戸ポートピアホテル、元会長・社長
- 亀高素吉（県立神戸経済専門学校卒後、神戸経済大学卒）- 元神戸製鋼所社長・会長
- 小濵裕正（神戸商科大学卒）- ユナイテッド・スーパーマーケット・ホールディングス元会長、カスミ会長、日本チェーンストア協会会長
- 瀬上修（神戸商科大学卒） - セガミメディクス株式会社代表取締役社長、ココカラファイン ホールディングス株式会社代表取締役会長
- 江畑惠司（神戸商科大学卒） - 西松屋チェーン常務
- 高尾義一（神戸商科大学卒） - 朝日ライフアセットマネジメント常務執行役員、元野村総合研究所研究理事
- 田中久雄（神戸商科大学卒）- 東芝元社長
- 竹内裕（神戸商科大学卒） - ヒューマンウェア研究所代表取締役・パートナーコンサルタント
- 木下紘一（神戸商科大学卒） - ホテルニューアワジ代表取締役
- 玉置富貴雄（神戸商科大学卒）- 東武ストア社長
- 玉井啓悦（神戸商科大学卒）- 鴻池組元社長
- 山口俊比古（神戸商科大学卒） - 阪急阪神百貨店社長、日本百貨店協会副会長
- 勝川四志彦（神戸商科大学卒） - 神戸製鋼所代表取締役副社長。2024年4月代表取締役社長就任

#### 研究者・学者
- 阿部顕三（神戸商科大学大学院博士課程単位取得退学） - 大阪大学教授、元日本国際経済学会会長
- 伊賀隆（神戸商科大学卒） - 神戸大学名誉教授
- 伊藤森右衛門（神戸商科大学卒） - 元小樽商科大学学長
- 今村聡（神戸商科大学大学院中退）  - 北海学園大学准教授
- 岩田年浩（神戸商科大学大学院修了） - 京都経済短期大学学長
- 置塩信雄（県立神戸経済専門学校卒） - 神戸大学名誉教授、マルクス経済学における「置塩の定理」で著名
- 新野幸次郎（県立神戸高等商業学校卒） - 神戸大学元学長・名誉教授
- 早川豊（神戸商科大学卒） - 北海道大学名誉教授、北海学園大学教授
- 森岡正憲（神戸商科大学卒） - 拓殖大学教授
- 赤岡功（神戸商科大学卒） - 京都大学名誉教授、県立広島大学長
- 三木信一（神戸商科大学卒）－神戸商科大学名誉教授・学長
- 風呂勉（神戸商科大学卒）- 神戸商科大学名誉教授
- 三崎秀央（神戸商科大学大学院博士課程修了） - 兵庫県立大学教授
- 柴健次（神戸商科大学大学院博士課程中退） - 関西大学教授
- 宗岡徹（神戸商科大学大学院修士課程修了） - 関西大学教授
- 石原武政（神戸商科大学卒） - 関西学院大学教授
- 加藤司（神戸商科大学大学院博士課程中退） - 大阪市立大学教授
- 逸見啓（神戸商科大学大学院修士課程修了） - 阪南大学教授
- 藤原秀夫（神戸商科大学卒） - 同志社大学教授、元日本金融学会会長
- 松尾貴巳（神戸商科大学卒） - 神戸大学副学長、元日本原価計算研究学会会長
- 山下睦男（神戸商科大学大学院博士課程） - 九州国際大学教授
- 渦原実男（神戸商科大学大学院修士課程修了） - 西南学院大学教授
- 小宮一高（神戸商科大学卒） - 兵庫県立大学教授
- 交告尚史（東京大学名誉教授）-神戸商科大学の教官として行政法を教えていた（教え子に公務員が多い）

#### 芸能
- 神戸一郎（神戸商科大学卒） - 歌手
- 大石昌良（神戸商科大学卒） - ミュージシャン、歌手
- Sound Schedule（神戸商科大学卒） - ミュージシャン
- ファンキー末吉（神戸商科大学中退） - ミュージシャン
- 腹筋善之介（神戸商科大学卒） - 俳優
- 桑原康雄（神戸商科大学卒） -マンドリン奏者・作曲家（神戸商科大学卒業式はマンドリン部による学歌の演奏がよく行われた）

#### マスコミ
- 内橋克人（神戸商科大学卒） - 経済評論家
- 大森実（県立神戸高等商業学校卒） - ジャーナリスト
- 姫田忠義（県立神戸経済専門学校卒） - ドキュメンタリー映画監督、映像民俗学者
- 町田徹 （神戸商科大学卒） - ジャーナリスト、ノンフィクション作家、甲南大学経済学部非常勤講師